# Ekeby (gmina Södertälje)
Ekeby – miejscowość (tätort) w Szwecji, w regionie administracyjnym (län) Sztokholm (gmina Södertälje).
Miejscowość jest położona w prowincji historycznej (landskap) Södermanland na obszarze nazywanym Enhörna, na północ od Södertälje.
W 2010 roku Ekeby liczyło 1018 mieszkańców.